# Élections fédérales australiennes de 1922
Les élections fédérales australiennes de 1922 ont eu lieu le 16 décembre 1919, afin de renouveler les 75 sièges de la Chambre des représentants et 19 des 36 sièges au Sénat. Les Nationalistes avec Billy Hugues à sa tête perdent la majorité, mais les Travaillistes ne l'obtiennent pas non plus : les Nationalistes forment une coalition avec le nouveau parti National (en anglais : "Country", à ne pas confondre avec le parti Nationaliste) dirigé par Earle Page. Le parti National a fait de la démission de Hughes le prix de son adhésion à la coalition, et Hughes a été remplacé comme chef du parti par Stanley Bruce, qui devient le 8e Premier ministre d'Australie.